# كلية بنسلفانيا لجراحة الأسنان

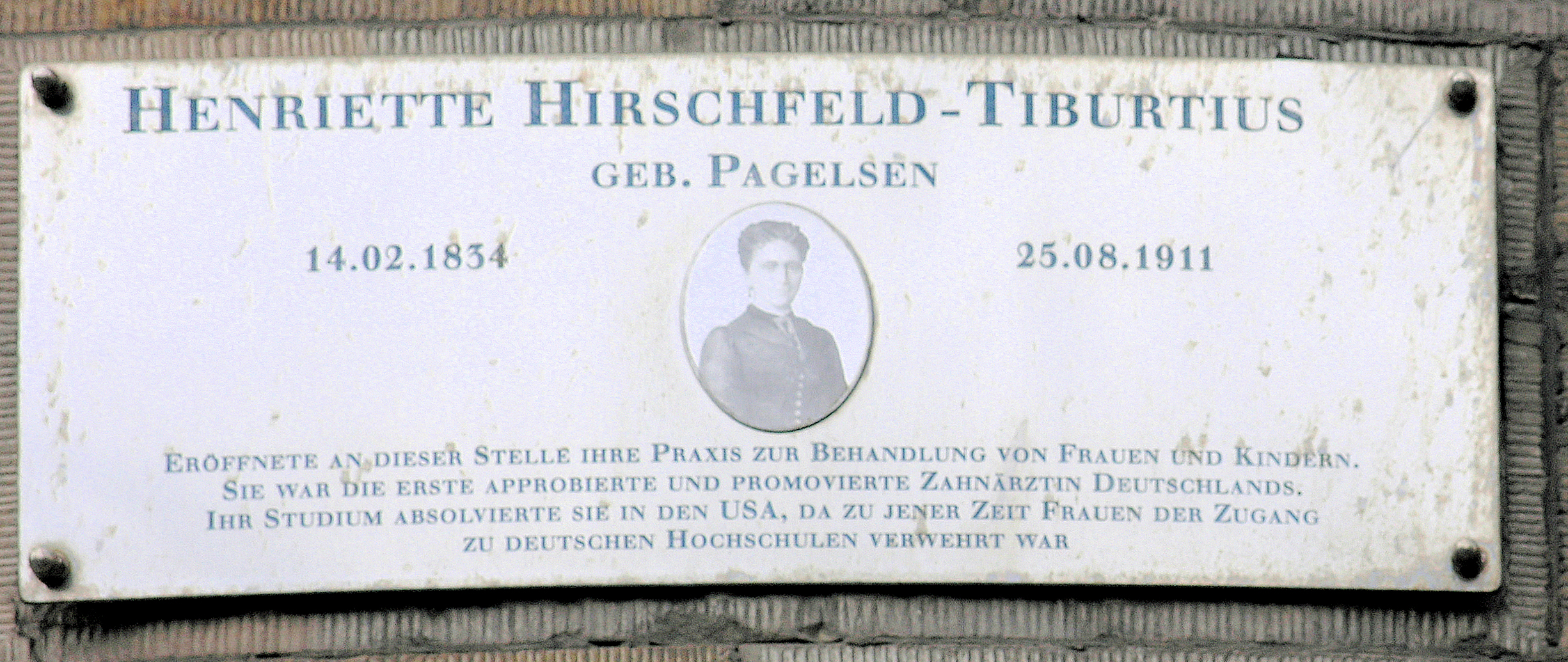

كلية بنسلفانيا لجراحة الأسنان تأسست في عام 1856 في فيلادلفيا، وكانت ثاني أقدم مدرسة عاملة لطب الأسنان في الولايات المتحدة الأمريكية بحلول وقت إغلاقها في عام 1909 من مؤسساتها، أنشئت مدارس طب الأسنان بجامعتا تمبل وبنسلفانيا.